# Mont de les Oliveres
El Mont de les Oliveres, també anomenat Mont Olivet, Mont-olivet o Montolivet, (àrab: جبل الزيتون, Jabal az-Zaytūn; hebreu: הַר הַזֵּיתִים, Har HaZeitim‎; llatí: Mōnte olivēti) és un lloc ubicat en la vall del Cedró, a l'est de Jerusalem. Segons la Bíblia, Jesús hi feia sovint les seves oracions, i fou l'indret on va ser arrestat.
El Mont de les Oliveres és considerat com un dels llocs més sagrats de Terra Santa. Allà es troben les esglésies de Getsemaní, Pater Noster i Dominus Flevit.
El Mont de les Oliveres pren el seu nom de les oliveres mil·lenàries que viuen a la muntanya. Als peus hi ha els jardins de Getsemaní, on Jesús s'allotjà a Jerusalem segons la tradició. És el lloc de molts fets bíblics importants. Els soldats romans de la desena legió acamparen en el Mont durant el setge a Jerusalem l'any 70 dC, que portà a la destrucció de la ciutat.
En el Llibre de Zacaries, el Mont de les Oliveres apareix identificat com el lloc des des d'on Déu començarà a redimir els morts al final dels temps. Per aquesta raó, els jueus sempre han intentat ser enterrats a la muntanya, i d'ençà els temps bíblics fins ara ha servit de cementeri als jueus de Jerusalem. Hi ha aproximadament 150.000 tombes, incloent-hi les de figures famoses com Zacaries (que hi profetitzà), Yad Avshalom i molts rabins des del segle xv al XX, incloent-hi Abraham Isaac Kook, el primer rabí cap Ashkenazi d'Israel.
El Mont de les Oliveres va sofrir greus danys quan fou ocupat per Jordània entre la Guerra araboisraeliana de 1948 i la de 1967; els jordans van fer servir les tombes del cementeri per a construir carreteres i latrines, incloent-hi làpides de més de mil anys d'antiguitat. Després de la Guerra dels Sis Dies, els israelians repatriaren laboriosament tantes làpides com van poder.
La moderna barriada d'Al-Tur es troba en el cim de la muntanya.

## Galeria

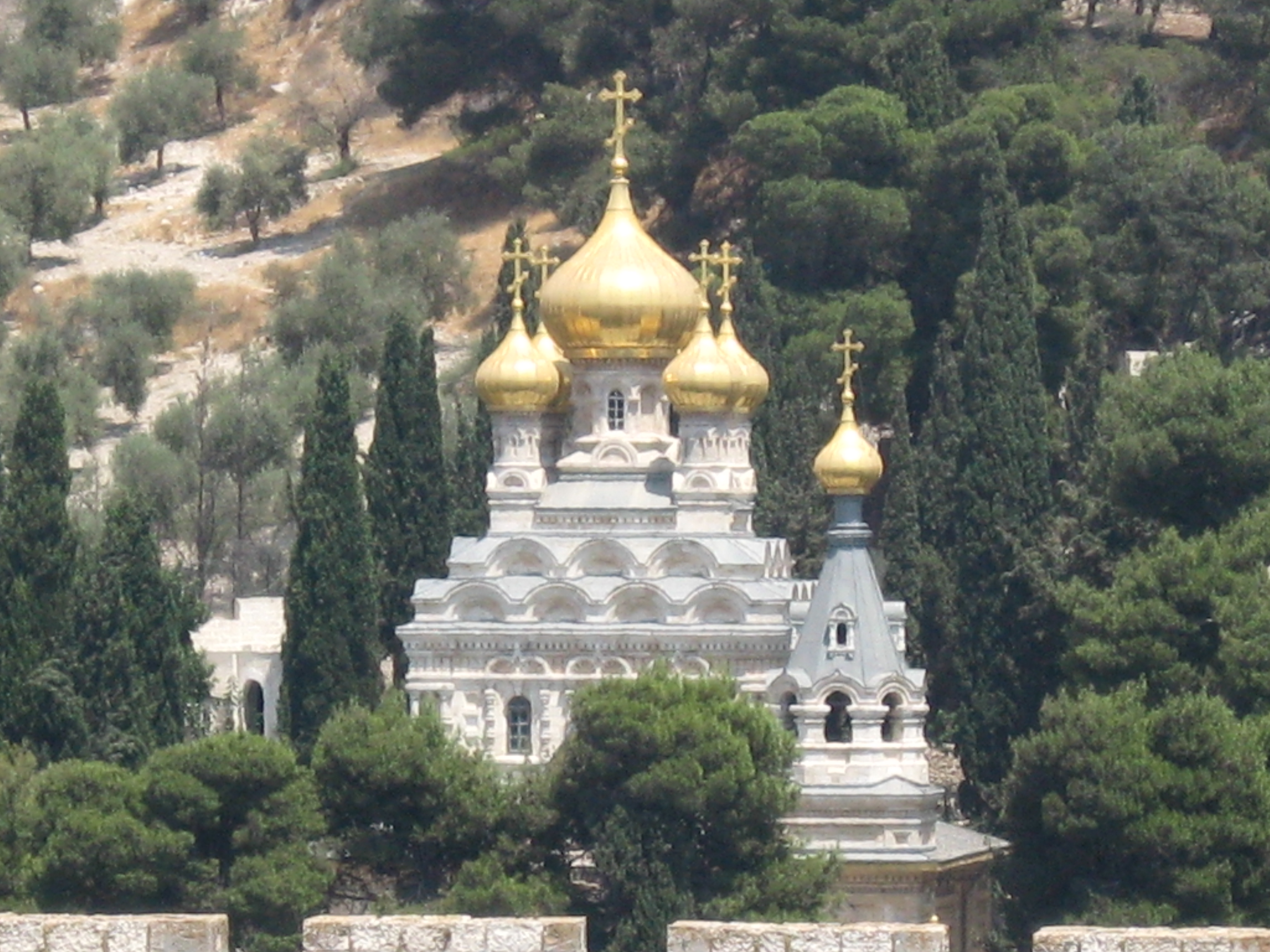
Església de Santa Maria Magdalena
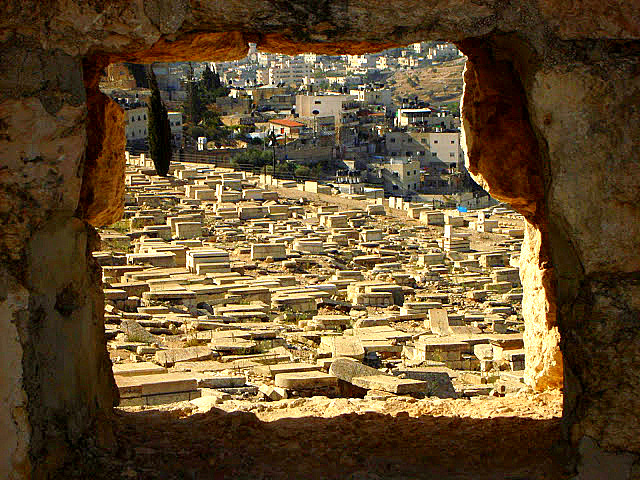
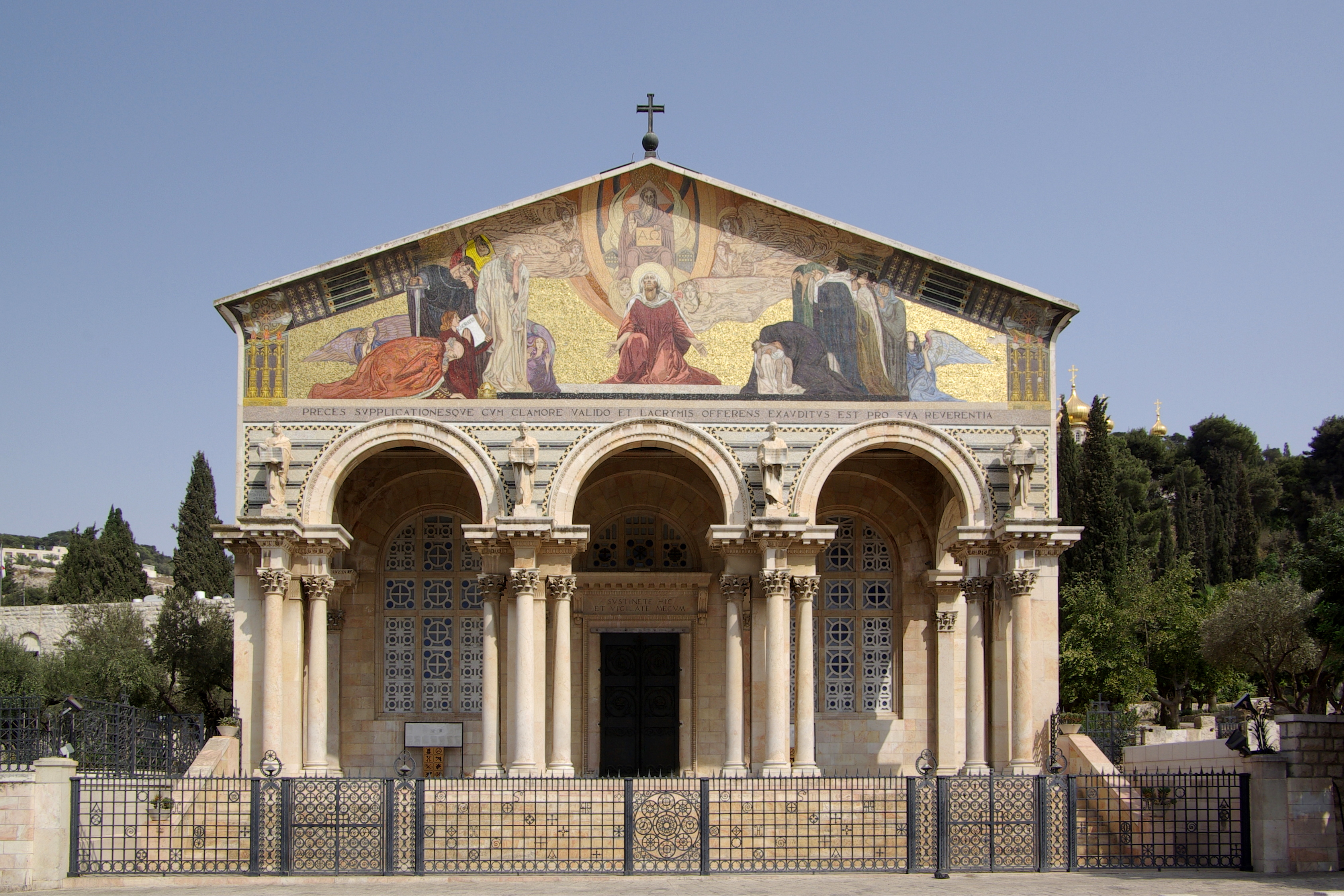
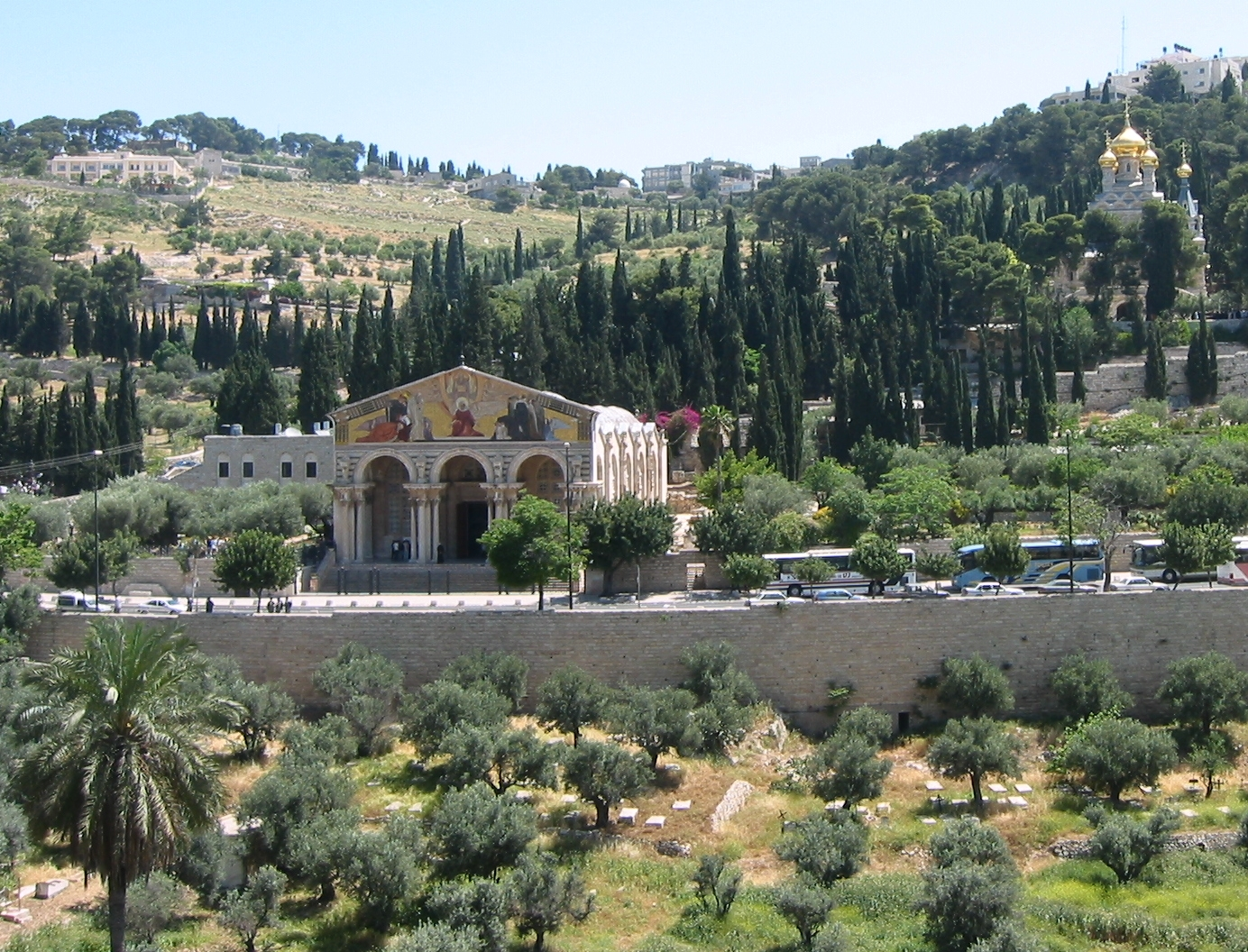
Vista panoràmica de Jerusalem, des del Mont de les Oliveres
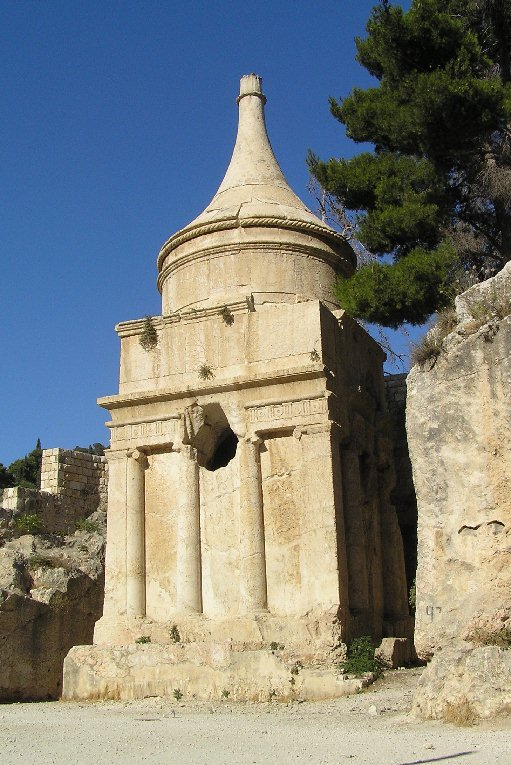
Yad Avshalom
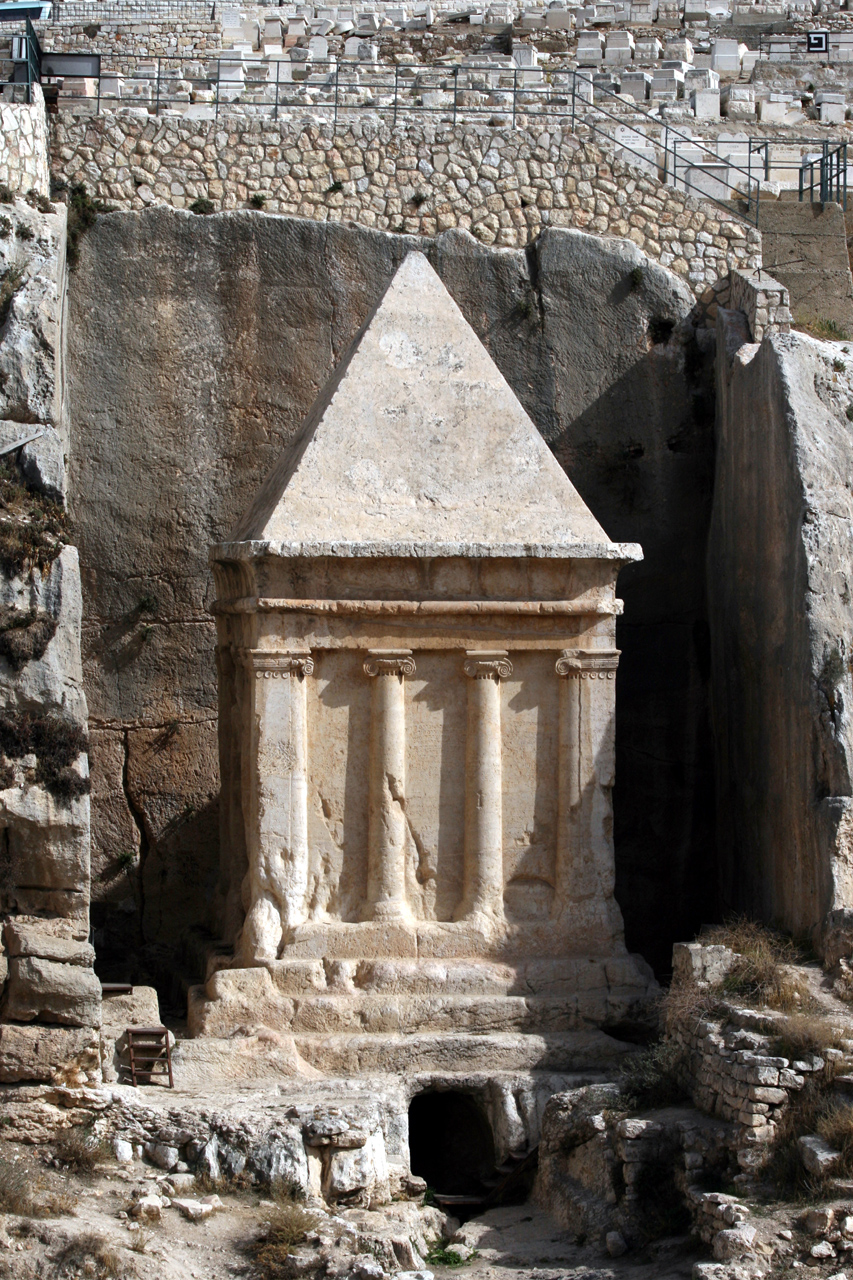
Tomba de Zacaries
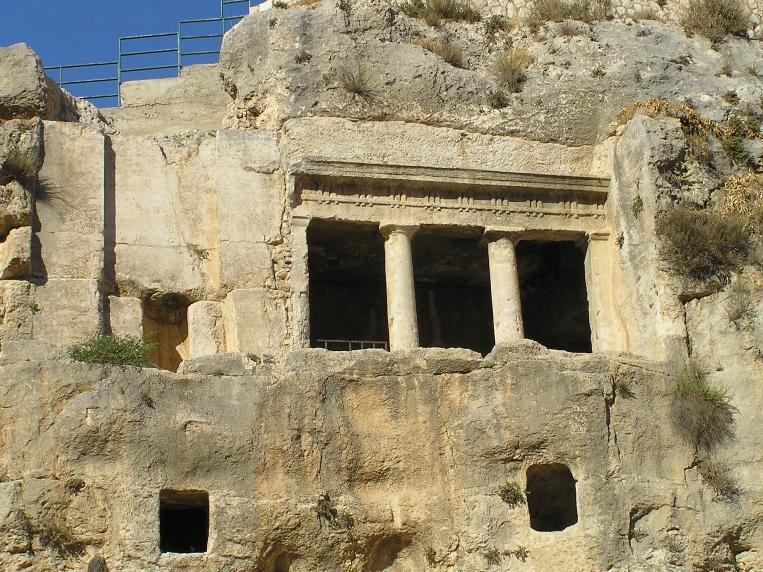
Tomba de Benei Hezir
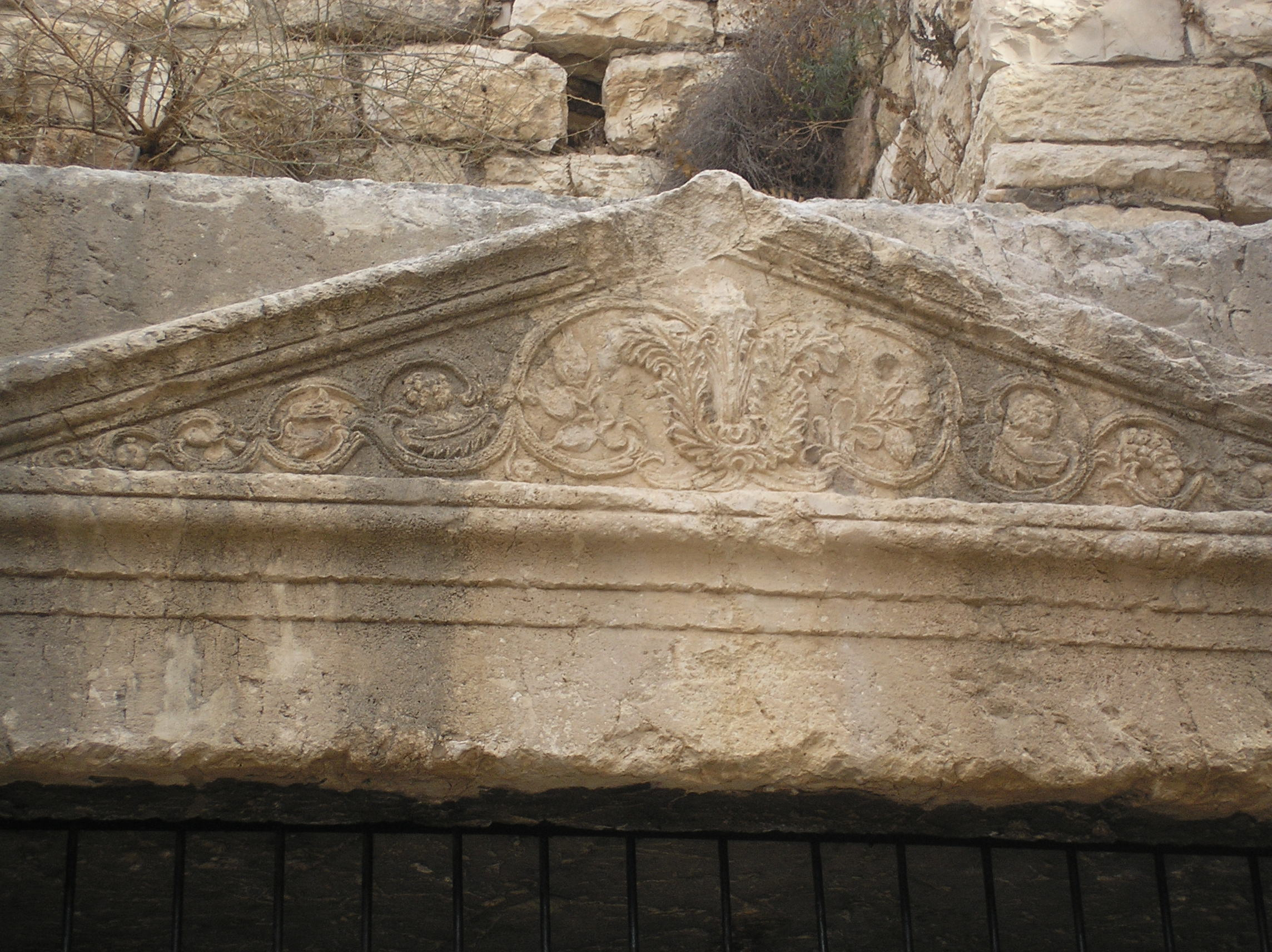
Cova de Josafat
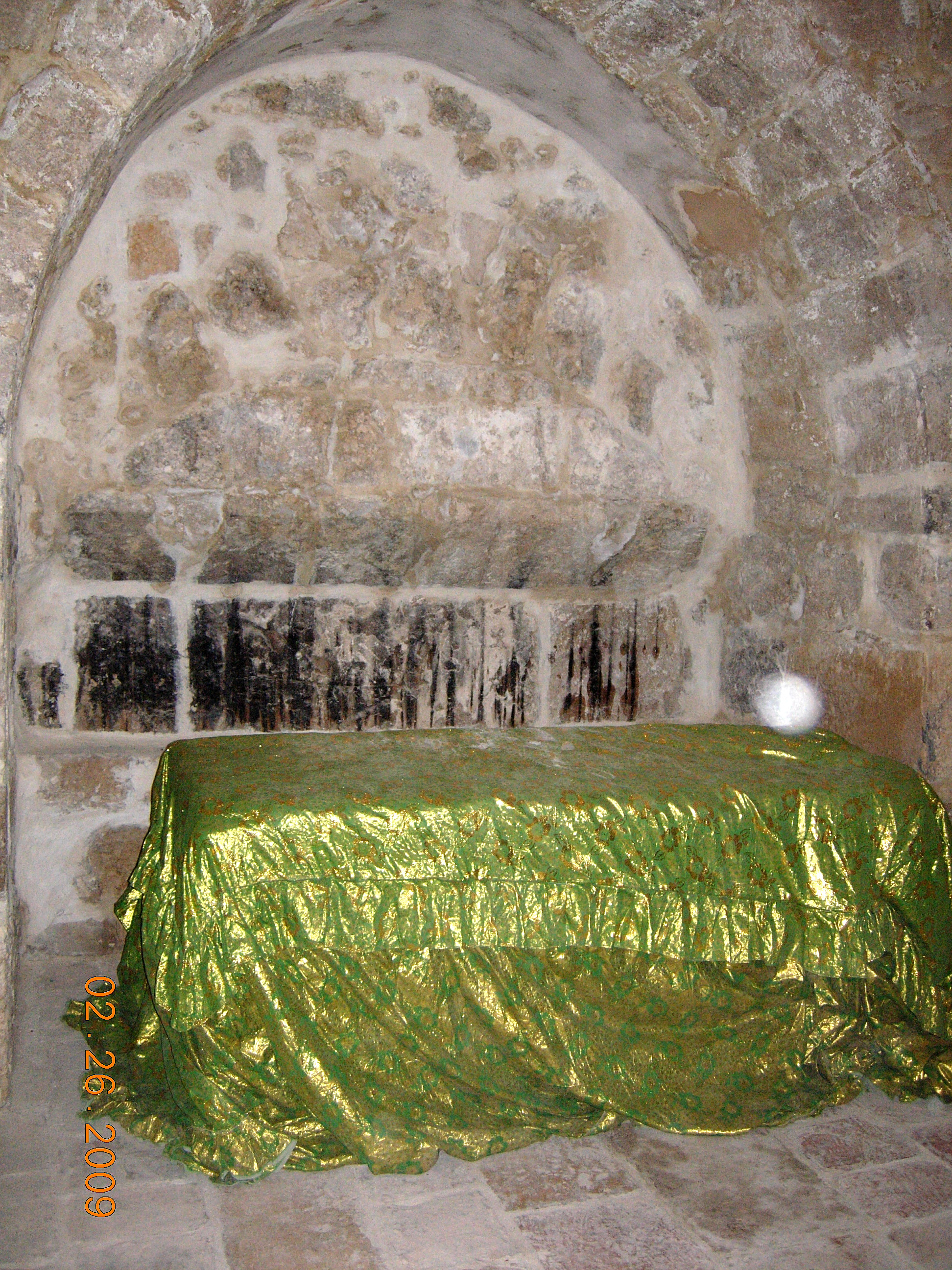
Tomba de Hulda
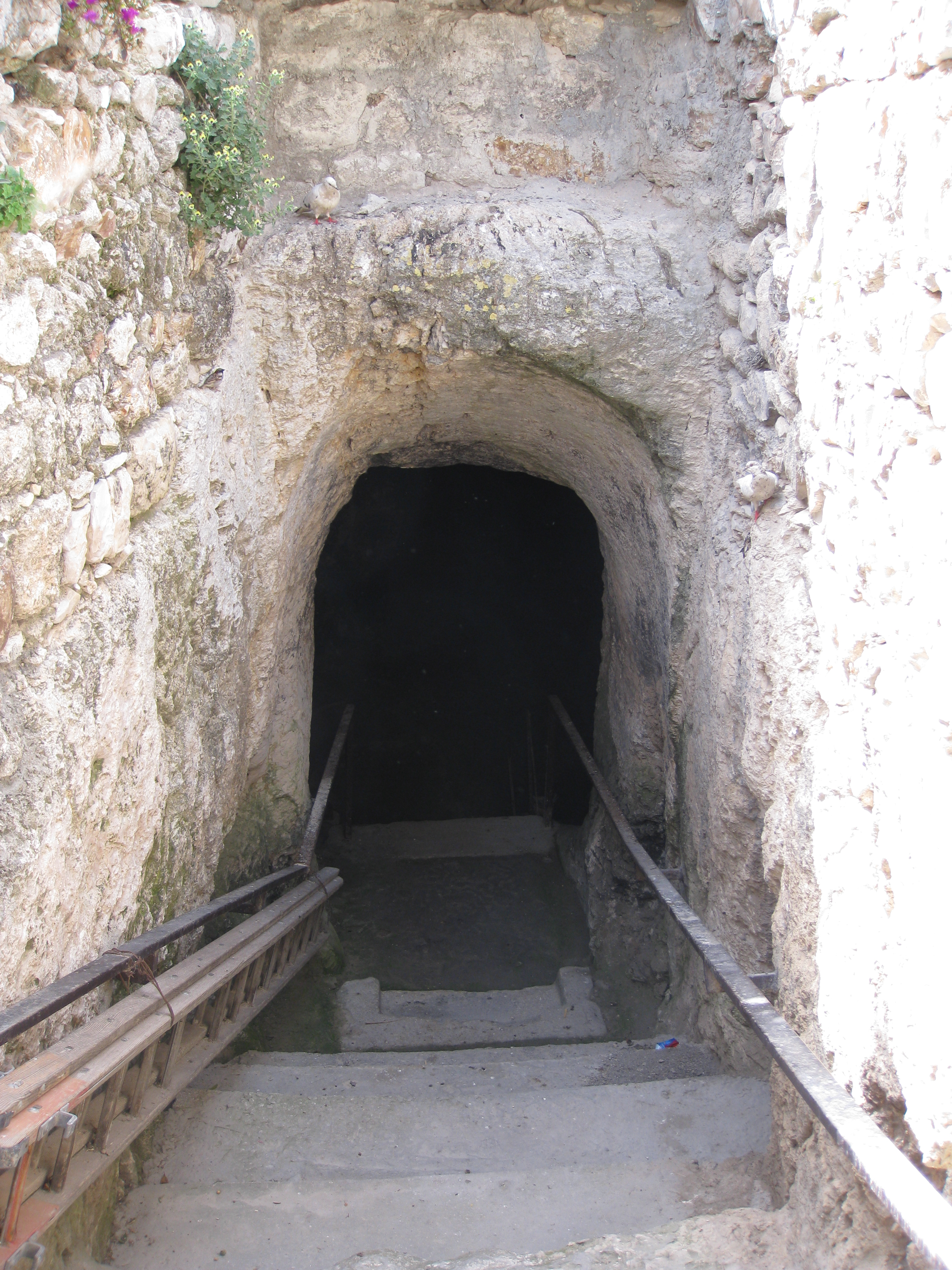
Cova dels Profetes
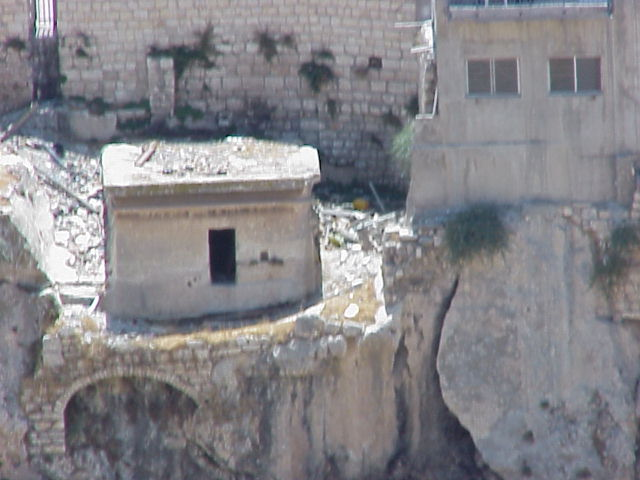
Tomba de la filla del Faraó
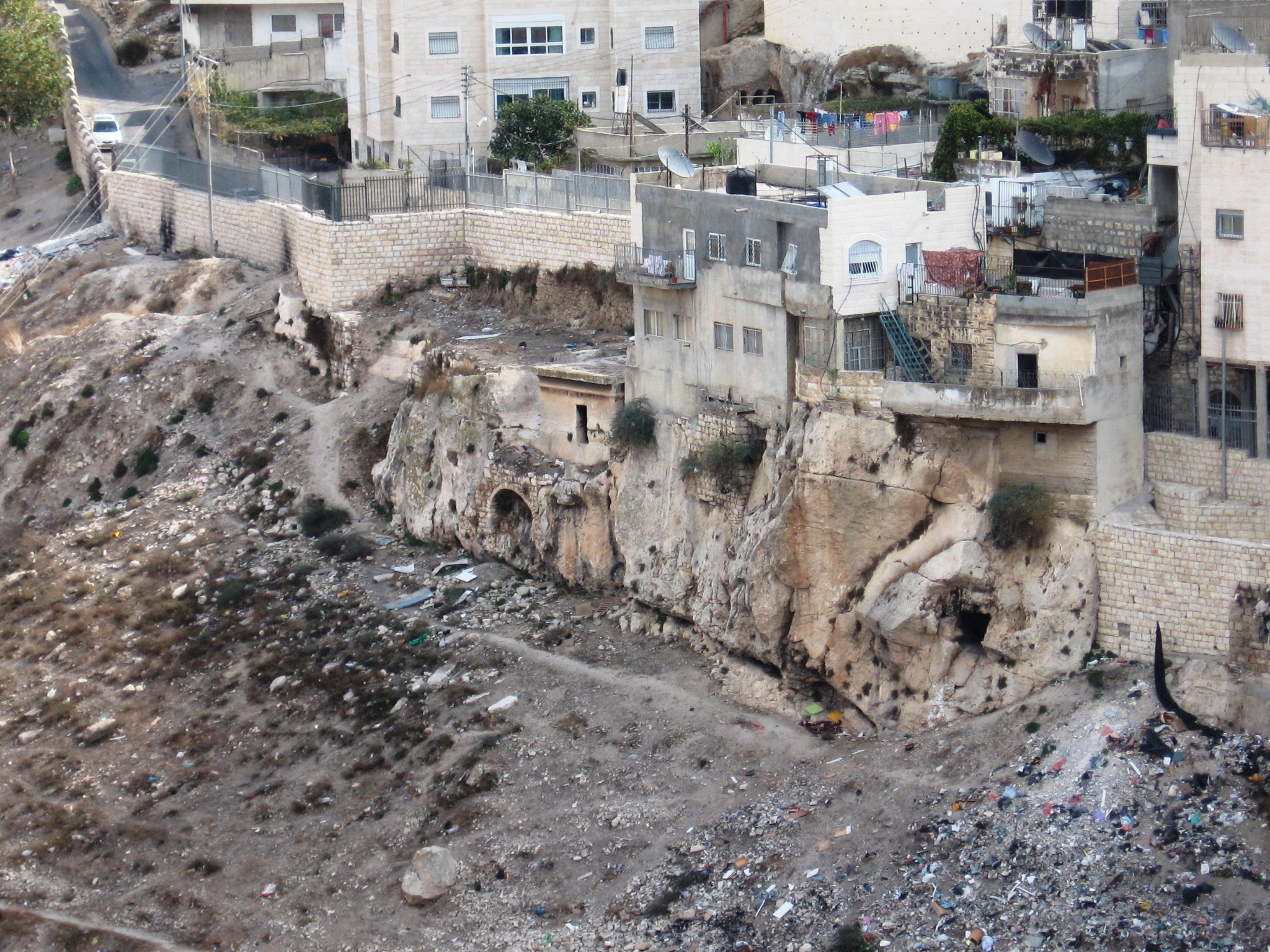
Cedró de la Vall necròpolis
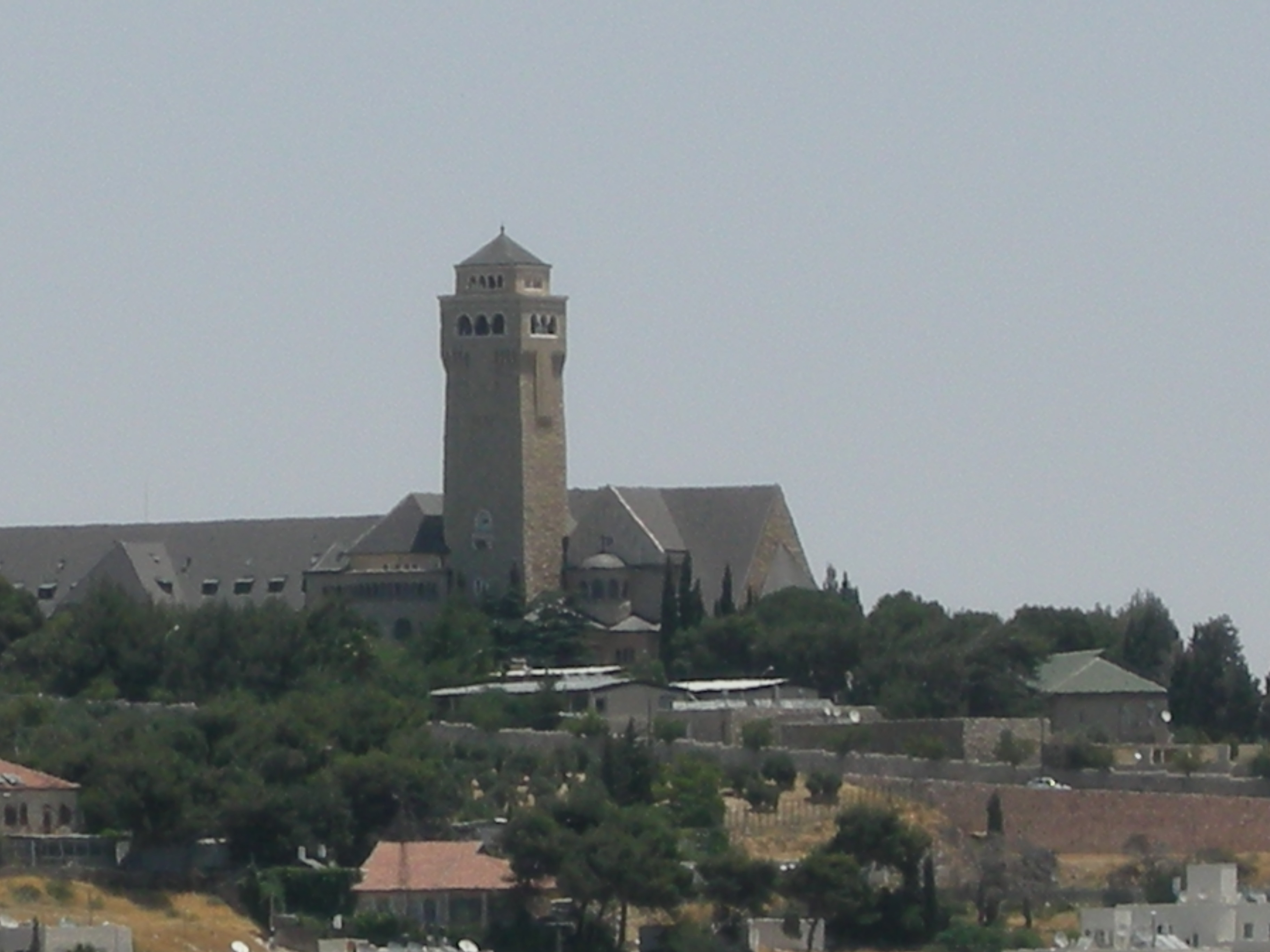
Augusta Victoria Hospital
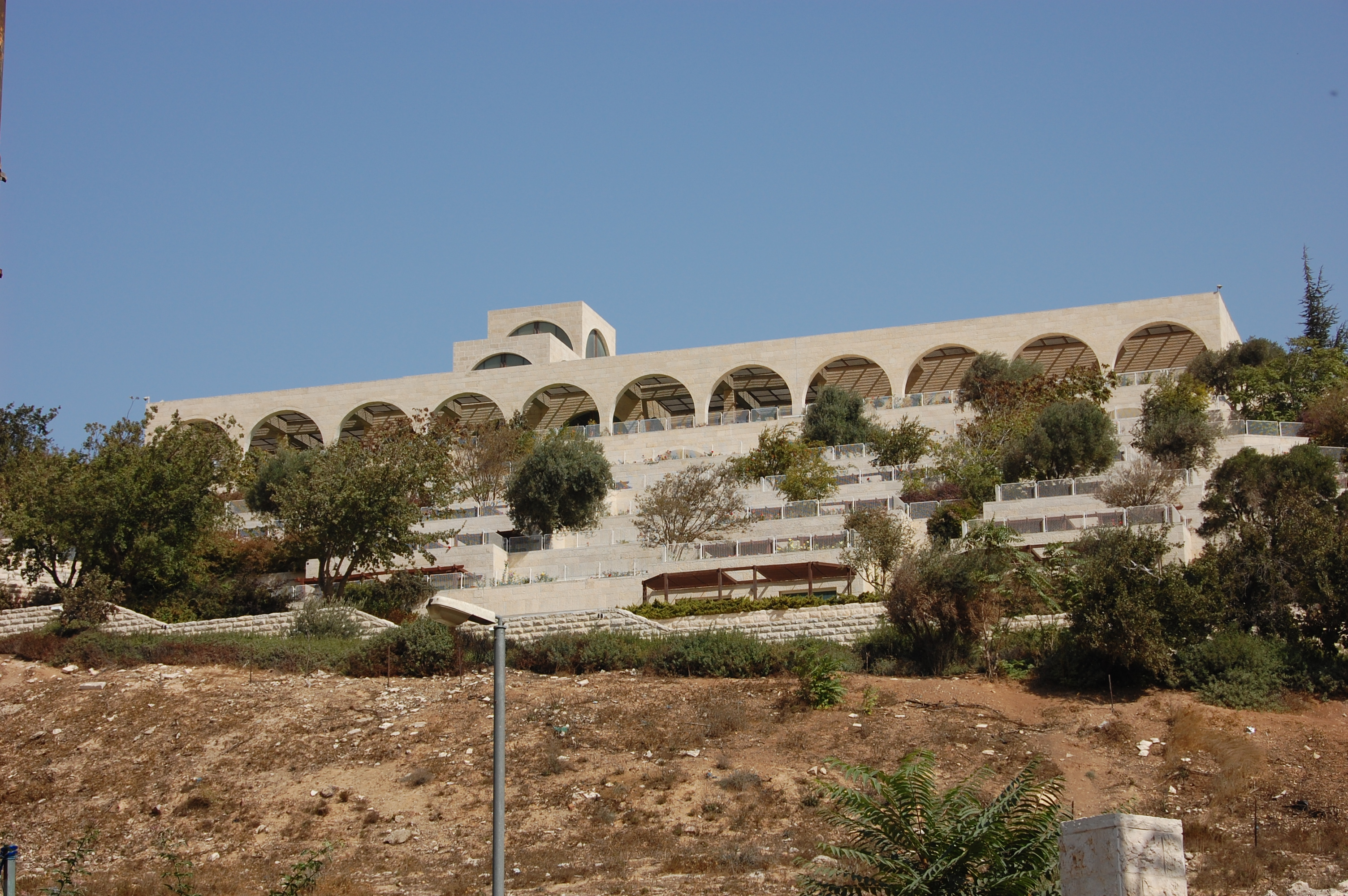
Brigham Young University Jerusalem Center (Centre d'estudis i concerts de música)